# Visa d'étude
 (février 2023).
 (février 2023).
La mise en forme du texte ne suit pas les recommandations de Wikipédia : il faut le « wikifier ».
Les points d'amélioration suivants sont les cas les plus fréquents :
- Les titres sont pré-formatés par le logiciel. Ils ne sont ni en capitales, ni en gras.
- Le texte ne doit pas être écrit en capitales (les noms de famille non plus), ni en gras, ni en italique, ni en « petit »…
- Le gras n'est utilisé que pour surligner le titre de l'article dans l'introduction, une seule fois.
- L'italique est rarement utilisé : mots en langue étrangère, titres d'œuvres, noms de bateaux, etc.
- Les citations ne sont pas en italique mais en corps de texte normal. Elles sont entourées par des guillemets français : « et ».
- Les listes à puces sont à éviter, des paragraphes rédigés étant largement préférés. Les tableaux sont à réserver à la présentation de données structurées (résultats, etc.).
- Les appels de note de bas de page (petits chiffres en exposant, introduits par l'outil «  Source ») sont à placer entre la fin de phrase et le point final[comme ça].
- Les liens internes (vers d'autres articles de Wikipédia) sont à choisir avec parcimonie. Créez des liens vers des articles approfondissant le sujet. Les termes génériques sans rapport avec le sujet sont à éviter, ainsi que les répétitions de liens vers un même terme.
- Les liens externes sont à placer uniquement dans une section « Liens externes », à la fin de l'article. Ces liens sont à choisir avec parcimonie suivant les règles définies. Si un lien sert de source à l'article, son insertion dans le texte est à faire par les notes de bas de page.
- La présentation des références doit suivre les conventions bibliographiques. Il est recommandé d'utiliser les modèles {{Ouvrage}}, {{Chapitre}}, {{Article}}, {{Lien web}} et/ou {{Bibliographie}}. Le mode d'édition visuel peut mettre en forme automatiquement les références.
- Insérer une infobox (cadre d'informations à droite) n'est pas obligatoire pour parachever la mise en page.

Pour une aide détaillée, merci de consulter Aide:Wikification.
Si vous pensez que ces points ont été résolus, vous pouvez retirer ce bandeau et améliorer la mise en forme d'un autre article.
Un visa d'étude est un visa qui autorise son détenteur à poursuivre des études dans un pays qui n'est pas le sien. 

## Contexte
De manière générale, les ressortissants étrangers souhaitant entrer dans un pays tiers doivent au préalable obtenir un visa, soit un visa non-immigrant pour un séjour temporaire, soit un visa immigrant pour un séjour permanent. 
Pour effectuer des études à l'extérieur du pays de nationalité ou de résidence, il est possible qu'une demande de visa d'étude soit nécessaire selon le pays de nationalité et le pays hôte. Pour obtenir un visa d'étude, il est généralement nécessaire de prouver que l'on a assez de ressources financières pour payer les droits de scolarité, les frais de subsistance ainsi que pour le voyage. Dans certains cas, il faudra également passer un examen médical qui prouve que l'on est en bonne santé.

## Visas d'étude dans le monde

### États-Unis
Pour étudier aux États-Unis, il faut obtenir un visa spécial offert aux étudiants étrangers. Le programme d'étude et le type d'école choisis déterminent le type de nécessaire, soit un visa F ou M. Les études menant à un diplôme ou à un certificat délivré aux États-Unis ne sont jamais autorisées sur un visa visiteur (B), même s’il s’agit d’une courte durée.
Des entretiens sont généralement requis pour les demandeurs de visa d'étude. Pour les nouveaux étudiants, les visas d'étude peuvent être délivrés jusqu'à 365 jours avant la date de début d'un programme d'études.

### Canada
Pour étudier au Canada pendant six mois ou plus, il faudra faire la demande d’un permis d’études dès la réception d’une lettre d’une université canadienne confirmant l'admission. La demande de permis d’études doit se faire avant d’entrer au Canada. La demande est effectuée au niveau du gouvernement fédéral canadien. La demande peut se faire en ligne, ou en se rendant au bureau canadien des visas situé dans le pays de résidence pour y remplir un formulaire papier. Les étudiants doivent respecter la loi, ne pas avoir de casier judiciaire et ne pas représenter un risque pour la sécurité canadienne.

### France
Pour un étudiant étranger non européen et voulant faire des études de longue durée dans les universités publiques ou privées en France, il faudra obtenir un visa VLS-TS Étudiant. Le coût de la demande du visa d'étude est comprise entre 50 € et 99 € selon le pays de résidence.

### Allemagne
Comme en France, les étudiants non européens souhaitant étudier en Allemagne, doivent obtenir un visa étudiant. Les frais de demande de visa étudiant en Allemagne s’élèvent à environ 75 € et le traitement de la demande peut prendre des mois. Hormis le visa étudiant en main, il faudra faire également la demande d'un permis de séjour à l'arrivée en Allemagne.

### Chine
En Chine, le visa-X s’adresse aux étudiants restant plus de 6 mois sur le territoire, le visa-F s’adresse à ceux restant moins de 6 mois sur le territoire.